# Suliman Ad-Dharrath Arena
El Suliman Ad-Dharrath Arena  es un recinto deportivo multipropósito localizado en la ciudad de Bengasi, una localidad del país africano de Libia. Se utiliza principalmente para deportes bajo techo como el voleibol y el baloncesto. Tiene una capacidad para 10 000 personas y fue inaugurado en 1967.